# Grantessa flamma
Grantessa flamma är en svampdjursart som först beskrevs av Poléjaeff 1883.  Grantessa flamma ingår i släktet Grantessa och familjen Heteropiidae. Inga underarter finns listade i Catalogue of Life.